# عمر وسلمى (فلم)
عمر وسلمى فيلم مصري، أنتج عام 2007، الفيلم من بطولة الفنان تامر حسني والفنانة مي عز الدين، تدور قصة الفيلم عن شاب ضائع في الحياة وتبدأ حياته بالبناء عندما يقابل فتاة. الفيلم من إخراج أكرم فريد.

## ملصق الفيلم
أثار ملصق الفيلم ضجة كبيرة، وقام المحامي المصري نبيه الوحش برفع دعوى قضائية ضد كل من منتج الفيلم محمد السبكي والممثل تامر حسني بسبب المشهد غير اللائق الذي ظهر به تامر ومي عز الدين في ملصق الفيلم، وقد قال نبيه الوحش أن ملصق الفيلم مستفز للدرجة التي تخدش حياء الأسرة المصرية والهدف من هذا المنظر القبيح هو لفت نظر المراهقين

## قصة الفيلم
تدور أحداث الفيلم حول شاب يدعى عمر (تامر حسني) وهو يعاني من ترك حبيبته فرح (ميس حمدان) له، إلى أن تدخل إلى
حياته سلمى (مي عز الدين) وتحدث بعض المشاكل لهما ويعترف عمر لسلمى ويقع في الحب ثم تحدث خلافات إلى أن يتوصل عمر إلى حل وهو الزواج من سلمى

## البطولة
- تامر حسني: عمر
- مي عز الدين: سلمى
- ميس حمدان: فرح
- عزت أبو عوف: رشدي
- مروة عبد المنعم: أميرة
- رامي وحيد: هشام صبحي
- مصطفى هريدي: صديق عمر
- رحاب الجمل
- ثريا إبراهيم: نانا

## أغاني الفيلم
- تليفوني رن.
- صوتك.
- الله يباركلي فيك.
- أنا ولا عارف.
- عرفت إللي فيها.
- ما يحرمنيش منك.
- ارجعلي.

## الجزء الثاني
تقرر إنتاج جزء ثاني من الفيلم وبدأ عرضه في مصر والدول العربية في مايو 2009 ويقوم بإخراجه أحمد البدري، ويتناول الجزء الثاني -بشكل كوميدي- حياة عمر وسلمى بعد الزواج والإنجاب ومشكلاته معها ومع أبنائه.

## روابط خارجية
- مقالات تستعمل روابط فنية بلا صلة مع ويكي بيانات